# ФК Акра Хартс оф Оук
 ФК Акра Хартс оф Оук , или скраћено Хартс, је фудбалски клуб из Акре, Гана. Клуб наступа у Премијер лиги Гане. Они су најстарији постојећи клуб из Гане. Највише успеха су остварили 2000. године када су освојили Куп Гане у фудбалу, Премијер лигу Гане и КАФ Лигу шампиона. Најуспешнију сезону у историји клуба су комплетирали фебруара 2001. год освајанјем КАФ Супер купа победом над ФК Замалеком од 2:0. 

### Трагедија
Дана 9. маја 2001. год. у мечу између ФК Акра Хартс оф Оук и ФК Асанте Котоко погинуло је 126 навијача у до тада највећој афричкој фудбалској несрећи. До тога је дошло када су навијачи ФК Асанте Котоко почели да изазивају нереде након што је судија признао гол из офсајда за ФК Хартс. Полиција је, у покушају смиривања нереда, бацила сузавац али је то изазвало контра реакцију навијача који су нагрнули на капијама стадиона које су биле закључане. У извештају истражне комисије то је био главни узрок несреће, док хулигани нису окривљени.

## Титуле

#### Националне
- Премијер лига Гане: 20

1956, 1958, 1961/62, 1971, 1973, 1976, 1978, 1979, 1984, 1985, 1989/90, 1996/97, 1997/98, 1999, 2000, 2001, 2002, 2004/05, 2006/07, 2009
- Куп Гане: 10

1973, 1974, 1979, 1981, 1989, 1990, 1993/94, 1995/96, 1999, 2000
- Супер куп Гане: 2

1997, 1998

#### Међународни
- КАФ Куп Конфедерација: 1

2004
- КАФ Лига шампиона: 1

2000
Другопласирани: 1977, 1979
- КАФ Супер куп: 1

2001
Другопласирани: 2004